# Trychosis pauper
Trychosis pauper là một loài tò vò trong họ Ichneumonidae.